# Resta ancora un po’
Resta ancora un po’ – singel Emmy Marrone, wydany 10 października 2014, pochodzący z albumu E Live. Piosenka została napisana przez samą wokalistkę, a skomponował ją Pino Perris.
Singel znalazł się na 16. miejscu na liście pięćdziesięciu najlepiej sprzedających się singli we Włoszech i otrzymał złoty certyfikat za przekroczenie progu 15 tysięcy sprzedanych kopii.
Teledysk towarzyszący kompozycji wyreżyserowali Leandro Manuel Emede i Nicolò Cerioni, a jego premiera odbyła się 28 października 2014.

## Lista utworów
- Digital download[8]

1. „Resta ancora un po’” – 3:32

## Notowania

### Pozycja na liście sprzedaży
| Kraj   | Notowanie (2014) | Najwyższa pozycja | Certyfikat | Sprzedaż |
| ------ | ---------------- | ----------------- | ---------- | -------- |
| Włochy | FIMI             | 16                | złoto      | 15 000+  |

### Pozycje na listach airplay
| Kraj   | Notowanie (2014)                        | Najwyższa pozycja |
| ------ | --------------------------------------- | ----------------- |
| Włochy | Classifica airplay Radio settimanale    | 15                |
| Włochy | Classifica airplay Italiana settimanale | 5                 |